# Tommaso Labranca
Tommaso Labranca (Milano, 18 febbraio 1962 – Pantigliate, 29 agosto 2016) è stato uno scrittore, autore televisivo, conduttore radiofonico, editore e intellettuale italiano.
Inizia l'attività letteraria negli anni ottanta, come traduttore e autore di fanzine, per poi ottenere successo con i libri Andy Warhol era un coatto ed Estasi del pecoreccio. Diviene poi anche autore di programmi televisivi (come Anima mia) e conduttore radiofonico.
Prese le distanze dalle sue iniziali teorizzazioni che riteneva essere state fraintese, negli anni duemila scrive saggi e romanzi che, attraverso uno stile personale, ironico e intelligente, formulano approfondite analisi della società contemporanea, facendo di lui un intellettuale atipico, in conflitto con i conformismi culturali della sua epoca.
Durante la sua attività ha utilizzato svariati pseudonimi, per la realizzazione di scritti o progetti musicali, tra i quali T-La, EUR, Santi Bailor, Ansi Sæmur. Nel 1987 ha inoltre dato vita al progetto musicale Liberticide, con il quale ha realizzato una musicassetta e ha partecipato ad alcune compilation.

## Biografia

### Primi anni
Tommaso Labranca nasce alla Clinica Regina Elena di Milano il 18 febbraio 1962, alle ore 9:45. I genitori sono una coppia di immigrati pugliesi del nord barese: il padre di professione fa il gommista e la madre è una casalinga. Sono giunti a Milano nel 1959 dove trovano alloggio nei pressi di Porta Romana per poi trasferirsi, negli anni ottanta, a Pantigliate. Dopo le medie, frequenta brevemente un istituto tecnico per odontotecnico, al quale viene iscritto dai genitori, ma dopo tre mesi gli insegnanti ne segnalano la totale inadeguatezza all'indirizzo professionale. Si iscrive quindi all'Oxford Institute di Milano e successivamente a questo frequenta un corso per interpreti e traduttori.
Tommaso Labranca conosceva bene inglese e tedesco, oltre a un livello inferiore francese e russo, interessandosi negli ultimi tempi anche all'esperanto, orientandosi quindi successivamente sull'attività di traduttore. Il suo primo lavoro è per una rivista di arredamento per ufficio, che gli permette di apprendere il lavoro di redazione. Successivamente trova impiego come traduttore presso una service editoriale che lavora per la De Agostini, traducendo buona parte delle voci dell'Enciclopedia del cane e dell'Enciclopedia della pesca.

### Anni ottanta
Negli anni ottanta Tommaso Labranca fonda insieme a A. Daniele Iannotti il progetto multimediale (e associazione culturale) La Misère Provoque Le Génie, che si occupa di musica, letteratura, fotografia e grafica e di cui fanno parte anche altri personaggi del milanese. Labranca pensa anche il logo dell'associazione, preceduto da una chiocciola, che viene a formare così il nome @lamisereprovoquelegenie. Con il collettivo organizza mostre e iniziative, con il sostegno, tra gli altri, del Comune di Peschiera Borromeo. La Misère Provoque Le Génie diventa anche un'etichetta editoriale e discografica con cui vengono pubblicati libri, fanzine e musicassette. Il gruppo ha come organo di stampa la rivista Artecrazia Italiana, di cui però esce un solo numero, mentre un secondo viene progettato ma non  pubblicato a causa dello scioglimento del collettivo. Altre filiazioni del gruppo sono inoltre il progetto EUR, dedicato all'architettura italiana dagli anni quaranta agli anni ottanta, e la collana di libri La Contemplazione del Lago. La grafica di molti progetti collegati a La Misère Provoque Le Génie è opera di Luca Crippa. 
Tra le musicassette pubblicate dall'etichetta La Misère Provoque Le Génie, figurano l'album dei Liberticide Lo spirito dei tempi, di cui Labranca cura la produzione e che viene distribuita da ADN, e l'album omonimo di Tito Turbina Tastierista Futurista. I Liberticide in particolare sono un progetto musicale di A. Daniele Iannotti (autore anche di tutte le musiche e che appare come Janesz Daniele Ade) che prende vita nel 1987 all'interno del gruppo La Misère Provoque Le Génie e che vede il contributo nelle traduzioni dei testi e della supervisione artistica dello stesso Tommaso Labranca e la partecipazione di Tito Turbina Tastierista Futurista in qualità di tastierista. I Liberticide partecipano inoltre ad alcune compilation di genere new wave, tra cui: L'ultima insonnia, Buio ignoto, Rosa d'autunno, Fi-Mi (Firenze-Milano) Ligne de merde e Chiaro scuri.
Tra la fine degli anni ottanta e i primi anni novanta, Tommaso Labranca realizza una serie di musicassette autoprodotte utilizzando prevalentemente lo pseudonimo Santi Bailor creando brani con un campionatore e utilizzando dei cut-up. Prima di queste musicassette è Tecnomonumentalità, distribuita con lo pseudonimo di EUR. Ritorna dopo anni a sfruttare questa tecnica mista per realizzare nel 2000 a nome Santi Bailor il CD singolo La guerra, che presenta cinque differenti versioni di un brano in cui campiona una frase di Ugo Tognazzi tratta dal film Venga a prendere il caffè... da noi.

### Anni novanta
Nel marzo 1991 Tommaso Labranca espone presso la Biblioteca via Primo Maggio di Mombretto di Mediglia una serie di fotografie. La mostra prende il titolo di Nubigenia. Scoperta e repentina scomparsa di un continente supernubilare. Contestualmente viene redatto da Labranca un libretto avente il medesimo titolo e contenente i testi a commento delle immagini esposte; il libretto accompagna il percorso della mostra e va consultato durante la visione delle fotografie.
Negli anni novanta inizia a interessarsi al fenomeno del trash. Dal 1992 al 1994 pubblica la fanzine Trashaware e le autoproduzioni Agiografie non autorizzate, nel 1992, e Giovani salmoni del Trash, nel 1993, che in seguito verranno riunite nel libro Andy Warhol era un coatto. Vivere e capire il trash, pubblicato da Castelvecchi. Raggiunge infatti la notorietà nel 1994 grazie ai primi libri pubblicati da Castelvecchi dedicati all'analisi di tendenze della società contemporanea, come la fenomenologia del trash (dal quale comunque prenderà successivamente le distanze a causa delle derive del termine, che finirà per assumere significati e utilizzi molto lontani da quelli assegnatigli da Labranca), il "cialtronismo" o la vita delle periferie urbane. Visto il successo del primo libro, Castelvecchi chiede a Labranca di preparare un secondo volume in tempi rapidi, cosa che fa assemblando principalmente scritti tratti da Trashaware e realizzando così Estasi del pecoreccio, pubblicato nel 1995. Ma questo secondo volume è anche quello meno amato da Labranca di tutta la sua opera, un volume che non riconosce, dato che alcuni pezzi furono aggiunti dall'editore a sua insaputa, causandogli anche problemi con alcune persone citate nel libro. Nel 1996 Castelvecchi pubblica un esperimento di "letteratura campionata", applicando alla letteratura lo stesso criterio della musica remixata: alcuni scritti di Labranca vengono riscritti da una ventina di autori raccolti nel volume Labranca Remix.
Oltre a occuparsi di saggistica, nel 1995 Labranca inizia a pubblicare anche brevi racconti, prendendo parte all'antologia di racconti ispirati agli spot televisivi, curata da Matteo B. Bianchi, Kaori non sei unica. La prima antologia di letteratura spot, con il racconto Vizi privati, pubblici surgelati. Fanno seguito numerosi altri brevi scritti, spesso satirici e umoristici, contenuti in altre antologie. Nel 1998 prende parte a Il fagiano Jonathan Livingston. Manifesto contro la New Age, opera satirica sul fenomeno della New Age comprendente scritti anche, tra gli altri, di Niccolò Ammaniti, Massimo Bucchi, Bruno Gambarotta, Filippo La Porta e Aldo Nove, in cui Labranca compila un glossario della New Age. Nel 2000 partecipa a Il Grande Libro della Playstation, curato da Roy Zinsenheim. Nel 2008, con lo scritto Eins + Eins ist Eins!, partecipa a Ho visto cose... Racconti dalla patria del design: dieci scrittori per dieci oggetti di culto, curato da Giorgio Vasta.
Nel 1997 unendosi al cantante Garbo e agli scrittori Aldo Nove, Isabella Santacroce, Niccolò Ammaniti, Tiziano Scarpa e altri scrittori "cannibali", Labranca dà vita alla corrente del Nevroromanticismo, un "movimento filosofico-letterario per esprimere l'inquietudine dell'esistenza" presto estinto, con il fine di scrivere un libro di racconti per accompagnare una sua uscita discografica. In seguito prenderà le distanze dai "cannibali", corrente nella quale viene spesso annoverato malgrado non ne abbia mai effettivamente fatto parte, che definirà come una "fuffa" e "una squallida operazione di marketing nata ai tavolini di una casa editrice che [...] non ha portato a nulla".
Alla fine degli anni novanta, all'attività letteraria Labranca affianca una crescente attività di autore televisivo e dal 2006 anche quella di conduttore radiofonico. Nel 1997, grazie a Piero Galeotti, rimasto colpito dalla sua conoscenza della cultura pop che lo presenta al capostruttura della Rai Romano Frassa, Labranca diviene uno degli autori della trasmissione televisiva Anima mia, condotta da Fabio Fazio e Claudio Baglioni, trasmessa da Rai 2 tra il 24 gennaio e il 7 marzo, che si rivela un grande successo per la Rai di quegli anni. Nella trasmissione Labranca gestisce un proprio siparietto in cui parla di oggetti degli anni settanta, tra i quali il copritelefono ricamato, lo Stereo8, la Cremidea Beccaro, ecc.
Nel 1998, grazie all'interessamento di Tiziano Scarpa, la casa editrice Feltrinelli si dimostra inizialmente interessata a pubblicare il successivo saggio di Tommaso Labranca, Charlton Hescon, ma la casa editrice rinuncia temendo querele da parte delle personalità citate e criticate nel libro di Labranca. Successivamente Severino Cesari e Paolo Repetti, che dirigevano la collana Stile Libero della Einaudi, decisero di pubblicare il libro, rieditandolo, nella loro collana, ma il volume non ebbe il successo sperato, vendendo meno di quanto si aspettava l'editore e così il tentativo di Scarpa di far pubblicare da Einaudi anche il successivo libro di Labranca fallisce e lo scrittore decide di tornare a pubblicare con Castelvecchi.
Nell'autunno del 1999 Fabio Fazio tenta di bissare il successo di Anima mia, coinvolgendo Galeotti e Labranca come autori della trasmissione Ultimo valzer, che conduce nuovamente al fianco di Claudio Baglioni, ma la trasmissione si rivela un flop e Fazio abbandona la Rai per andare a La7, dove dovrebbero seguirlo anche Galeotti e Labranca per il successivo Fab Show, che però non verrà mai realizzato, dopodiché Fazio torna in Rai, ma senza Labranca.
A partire da metà anni novanta Labranca inizia inoltre a collaborare con numerosi periodici, tra cui: King, Max, Acid Jazz, ecc.

### Anni duemila
Nella stagione 2005/2006 su Play Radio, Tommaso Labranca conduce la trasmissione Plug & Play in compagnia di Lorenzo Campagnari. Per la stessa emittente radiofonica, nella stagione 2006/2007, conduce Il buono il brutto e il cattivo assieme a Luca Viscardi e Salvio Cianciabella e, sempre assieme a Viscardi, Paso Doble.
Nel 2006 pubblica con Castelvecchi Il piccolo isolazionista. Prolegomeni ad una metafisica della periferia, uno dei suoi testi più riconoscibili e che meglio lo identificano e che taluni considerano uno dei suoi migliori lavori. Il libro, di carattere autobiografico, così come molti altri lavori di Labranca, racconta la storia di una sorta di hikikomori all'occidentale, autorecluso nella propria cameretta assieme a una serie di strumenti tecnologici moderni - iPod, PC, cellulare - e chiamato semplicemente T. Nel volume Labranca traccia una sorta di filosofia dell'isolazionismo, scelta per contrastare l’omologazione attraverso un distacco estremo dalle cose del mondo. Il libro termina con una serie di indici, cronologie e tracklist, oltre a contenere numerose fotografie di luoghi notturni periferico-metropolitani. Nell'autunno dello stesso anno, al libro viene affiancato il sito in progress ilpiccoloisolazionista.com, in cui è possibile trovare fotografie, informazioni, recensioni del libro, calendario delle presentazioni e altre notizie.
Nel 2007 dà vita al progetto Ultravoid, che Labranca definisce "uno sguardo senza fronzoli su un mondo complesso" (a no-frills eye on a complex world) e consiste principalmente nel pubblicare quasi mensilmente contributi suoi e dei lettori (immagini o video), nel sito omonimo, che rappresentino il lineare e l'essenziale. L'autore aggiunge poche righe di descrizione. Spesso sono scorci di non-luoghi desolati, elementi di arredo dallo stile "distillato" e sintetico, con toni di colore che siano poco distanti dal bianco o dal grigio. Simbolo principe di questo progetto: la renna. 
Qualche tempo prima dell'arrivo del suo 45º compleanno, nel 2007, avvia il progetto Novantadivisodue: provoca i numerosi lettori del suo sito a mandare un regalo virtuale, cioè a scattare una foto al dono che si vorrebbe fare a Labranca per il suo compleanno. I cinquanta doni preferiti riceveranno un kit di compleanno per festeggiamento a distanza, contenente vari accessori tra cui la candelina da spegnere e una compilation di musica dance su mini-CD firmata dall'autore.
Nel 2008 Labranca crea il personaggio di Ansi Sæmur, un progetto musicale filo-islandese in cui lo scrittore si esibisce per pochi intimi vestito di lana per richiamare finte origini islandesi. Durante queste performance suona un glockenspiel ed emette vocalizzi. Sul personaggio di Ansi Sæmur costruisce una finta biografia in cui lo fa figurare come un ex membro dei Sigur Rós abbandonato dai compagni su di un'isola sperduta con un glockenspiel, una scatola di biscotti Kex IKEA e una lettera che gli comunica di non temere che prima o poi qualcuno andrà a soccorrerlo.
Sempre nel 2008 Labranca pubblica il suo primo romanzo, 78.08, nato da un articolo del mensile Max, commissionatogli per celebrare il trentennale del film La febbre del sabato sera. Il libro narra infatti le avventure di un fantomatico Antonio Maniero, quasi omonimo dell'iconico protagonista della pellicola, le cui vicissitudini nella realtà del 2008 offrono lo spunto per un confronto con la finzione del film del 1978.
Nello stesso anno dà vita al progetto Appelsina in collaborazione con Fabio Zuffanti, costituito da un ciclo di Lieder recitati su un accompagnamento musicale. I testi sono scritti da Tommaso Labranca, rielaborando parti prese da Il piccolo isolazionista e dal sito Ultravoid.
Dal 2008 Labranca inizia collaborare con il settimanale di cinema e programmi televisivi FilmTv. Qui cura la rubrica fissa Collateral che poi negli ultimi numeri diverrà, riducendosi di circa la metà delle battute, Collateralini. La collaborazione con il settimanale avrà termine nel luglio 2012, anche a causa delle reazioni avverse dei lettori della rivista nei confronti dei testi taglienti di Labranca.
Dal settembre del 2009, Tommaso Labranca pubblica settimanalmente un numero di Dvook - Il meglio della mia settimana, webzine in cui racconta un episodio particolarmente significativo accadutogli durante i sette giorni trascorsi. La webzine era disponibile sul sito omonimo.

### Anni duemiladieci
Nel 2010 organizza Una zampa più corta, un altro reading itinerante con Fabio Zuffanti. Nel novembre dello stesso anno Tommaso Labranca dà il via al progetto Krill, che comprende iniziative, quali eventi, mostre e performance. Dallo stesso anno Labranca inizia a collaborare con le pagine culturali del quotidiano Libero. Durante l'estate 2011 conduce il programma, di cui è anche ideatore e autore, La bella estate su Radio 24.
Nel 2013, assieme a Luca Rossi, dà vita alla microcasa editrice 20090 (o ventizeronovanta), dal codice di avviamento postale che li accomuna, con la quale pubblica i propri libri e i volumi di altri autori. Tra i primi volumi pubblicati dalla neonata casa editrice figura Progetto Elvira. Dissezionando Il vedovo, un saggio sul film Il vedovo del 1959, diretto da Dino Risi. Nel 2015 la microcasa editrice ventizeronovanta e la Casa d'Arte Miller di Capolago, in Canton Ticino, danno vita unitamente alla rivista Tipografia Helvetica. La rivista, guidata da Labranca e composta utilizzando il carattere Helvetica, si propone di raccontare "di arte, autori, libri, musiche, immagini, eventi e oggetti posti fuori dal mainstream editoriale, obliati, mai esplosi, felici di essere di nicchia".
Nel 2014 viene invitato a collaborare a Cronaca Vera dal direttore Giuseppe Biselli. Sempre nel 2014 la microcasa editrice ventizeronovanta assieme a Teaser LAB, casa editrice fondata da Giuseppe Biselli, già direttore di Cronaca Vera, danno vita al progetto You Talent, settimanale dedicato agli adolescenti che vogliono sfondare nel mondo dei talent show. Il periodico del quale Labranca è direttore è realizzato in formato A3 e ripiegato fino a diventare A5 ha una grafica vintage e fluo ed editoriali scritti in caratteri emoji, esce in tre numeri per poi cessare le pubblicazioni.
Nell'aprile del 2016 esce il libro autobiografico di Jerry Calà Una vita da libidine, scritto in collaborazione con Tommaso Labranca, che non viene accreditato, figurando come ghostwriter, e in cui vengono narrate le origini del comico e anche parte della storia del gruppo comico veronese in cui militava e che ha contribuito a renderlo noto, I Gatti di Vicolo Miracoli. Nel maggio del 2016, sempre per ventizeronovanta, Labranca pubblica il saggio Vraghinaròda. Viaggio allucinante fra creatori, mediatori e fruitori dell'arte, incentrato sull'analisi del mondo dell'arte contemporanea. Nello stesso anno Labranca avrebbe dovuto iniziare una collaborazione con la rivista Linus, interrotta però dalla morte dello scrittore. Il primo articolo previsto per la rivista, Impressioni di settembre, esce postumo nel numero di settembre dello stesso anno.
Tommaso Labranca viene a mancare improvvisamente, nella sua casa a Pantigliate, durante la notte del 29 agosto 2016, a causa di un infarto, nonostante sui primi momenti si diffonda anche la voce, rivelatasi in seguito falsa, che si sia trattato di suicidio.

### Eventi postumi
Nel settembre 2016 esce postumo l'articolo Impressioni di settembre sul mensile Linus.  Nello stesso periodo viene pubblicato l'ultimo numero di Tipografia Helvetica, la rivista realizzata in collaborazione con la Casa d'arte Miler. Il numero è intitolato Tipografia Helvetica 10 – Labranca For Dummies, in onore della chat Whatsapp dove T-La aveva invitato pochi intimi. Diretto da Gianni Biondillo e da Luca Rossi, il numero accoglie contributi di conoscenti e intellettuali che hanno conosciuto Labranca negli anni e alcuni brani inediti. Nel gennaio del 2017 esce per Sperling & Kupfer il libro Un uomo che ha vissuto. Storie di tutti i miei giorni. Opera incompiuta, contenente una biografia/intervista a Riccardo Fogli, iniziata da Tommaso Labranca nel 2016 nel corso del tour reunion L'ultima notte insieme dei Pooh e in seguito completata da Luca Rossi.
Nel dicembre del 2017 la microcasa editrice ventizeronovanta pubblica la raccolta di inediti Agosto oscuro. Il libro, curato da Luca Rossi e con una postfazione di Mariarosa Mancuso, raccoglie materiali inediti, facenti parte dell'ampia mole di scritti di Tommaso Labranca mai pubblicati ufficialmente, ma distribuiti personalmente dallo scrittore tramite autopubblicazioni, e-mail, blog ecc. A gennaio 2019 ventizeronovanta diventa marchio dell'editore Teaser LAB srl di proprietà di Giuseppe Biselli, direttore di Cronaca Vera che ne cura le pubblicazioni assieme a Luca Rossi. 
Nel settembre 2020 ventizeronovanta pubblica la raccolta di "articoli alimentari" Neve in agosto Vol.1, che raccoglie articoli pubblicati da Tommaso Labranca su riviste e quotidiani tra il 2009 e il 2016. La raccolta esce nella collana newMiyagawa. Nell'ottobre dello stesso anno ventizeronovanta ripubblica il romanzo Mu la risaia in fiamme in una nuova edizione Mu Reloaded: la risaia in fiamme è inserito nella collana newMiyagawa. Il libro era stato inizialmente pubblicato solo in formato elettronico dall'editore Excelsior1881 e ripubblicato dalla microcasa editrice ventizeronovanta nel 2014. Nel novembre 2021 ventizeronovanta pubblica la seconda raccolta di "articoli alimentari" Neve in agosto Vol.2, che raccoglie articoli pubblicati da Tommaso Labranca su riviste, quotidiani e online tra il 2003 e il 2016. Il volume è inserito nella collana newMiyagawa. A inizio 2023 la Gog Edizioni di Milano pubblica il libro Labrancoteque, che raccoglie tutti i numeri della rivista omonima curata da Tommaso Labranca nel 2013 e autopubblicata online in formato pdf con licenza Creative Commons BY-NC-ND.

## Progetti (parziale)
Tommaso Labranca non si è limitato a scrivere, ma parte integrante della sua arte sono state iniziative, progetti paralleli e performance, che si sono svolte nel mondo reale quanto nella rete.
- La Misère Provoque Le Génie (anni ottanta): gruppo multidisciplinare e casa editoriale e discografica.
- Liberticide (1987): gruppo musicale che vede la partecipazione di Tommaso Labranca.
- Santi Bailor (1988-2000): progetto musicale con il quale Labranca produce una serie di musicassette.
- Nubigenia (1991): progetto multidisciplinare e mostra fotografica.
- Trashaware (1992-1994): fanzine.
- Nevroromanticismo (1997): "movimento filosofico-letterario per esprimere l'inquietudine dell'esistenza" di scrittori riuniti attorno al cantante Garbo.
- Ultravoid (2007): "uno sguardo senza fronzoli su di un mondo complesso".
- Novantadivisodue (2007): progetto collettivo iniziato in occasione del suo 45º compleanno.
- Ansi Sæmur (2008): progetto musicale filo-islandese in cui lo scrittore si esibisce per pochi intimi vestito di lana per richiamare finte origini islandesi.[9]
- Appelsina (2008): progetto di reading con Fabio Zuffanti.
- Dvook (2009): webzine.
- Una zampa più corta (2010): progetto di reading con Fabio Zuffanti.
- Krill (2010): progetto multidisciplinare comprendente eventi, mostre e performance.
- 20090 o ventizeonovanta (2013): microcasa editrice.
- YouTalent (2014): rivista.
- Tipografia Helvetica (2015): rivista.

## Opere

### Autoproduzioni
- Nubigenia. Scoperta e repentina scomparsa di un continente supernubilare, Biblioteca di Nombretto di Mediglia, 1991. Testi a commento dell'esibizione fotografica omonima
- Nubigenia. Scoperta e repentina scomparsa di un continente supernubilare, Tommaso Labranca, agosto 2010.
- Agiografie non autorizzate, 1992.
- Giovani salmoni del trash, 1993.
- Giovani Salmoni del trash 2.0.

### Saggistica
- Andy Warhol era un coatto. Vivere e capire il trash, Roma, Castelvecchi, 1994, ISBN 88-86232-22-5.
- Estasi del pecoreccio. Perché non possiamo non dirci brianzoli, Roma, Castelvecchi, 1995, ISBN 88-86232-45-4.
- Fabio Fazio e Tommaso Labranca, Anima tour. Gita nei nostri anni Settanta, collana Biblioteca Umoristica Mondadori, Milano, Mondadori/Eri, 1997, ISBN 8804432047.
- Chaltron Hescon. Fenomenologia del cialtronismo contemporaneo, collana Stile Libero, Einaudi, 1998, ISBN 8806149121.
- Neoproletariato. La sconfitta del popolo e il trionfo dell'eleghanzia, collana Memo, Roma, Castelvecchi, 2002, ISBN 8873940137.
- Tommaso Labranca e Dea Verna, Grazie fratello! Come diventare famosi bivaccando cento giorni su un divano, Kowalski, 2004, ISBN 8874960255.
- Il piccolo isolazionista. Prolegomeni ad una metafisica della periferia, collana Contatti, Roma, Cooper Castelvecchi, 2006, ISBN 8876151419.
- Tommaso Labranca, Fantozzi, in Giulio Iacchetti (a cura di), Italianità, Corraini Editore, 2008, ISBN 88-7570-193-8.
- Progetto Elvira. Dissezionando Il vedovo, collana Miyagawa, Milano, 20090, 2013, ISBN 978-88-909217-3-5.
- Vraghinaròda. Viaggio allucinante fra creatori, mediatori e fruitori dell'arte, collana I libri di Tipografia Helvetica, 20090, 2016, ISBN 978-88-99-654-00-9.
- Neve in agosto. Articoli alimentari 2009-2016, collana newMiyagawa, vol. 1, Milano, 20090, 2020, ISBN 978-88-99654-29-0.
- Neve in agosto. Articoli alimentari 2009-2016, collana newMiyagawa, vol. 2, Milano, 20090, 2021, ISBN 978-88-99654-31-3.
- Labrancoteque, Milano, Gog Edizioni, 2023.

### Biografie
- Orietta Berti e Tommaso Labranca, La vita secondo Orietta, con Luciano Manzotti, Milano, Sperling & Kupfer, 1997, ISBN 8820025140.
- Renato Zero. Da zero a zero, Roma, Arcana Edizioni, 2009, ISBN 8862310501.
- Michael Jackson l'uomo nello specchio. La vita, la morte, il successo e i misteri del Re del Pop, Milano, Rizzoli Editore, 2009, ISBN 8817036730.
- Freddie Mercury. Bio-Rock, Padova, Good Mood Edizioni, 2010, ISBN 9788862772679.(audiolibro)
- Il vallo di Adriano, collana Arcana Songbook, Roma, Arcana Edizioni, 2010, ISBN 8862311311.
- Taricone. La vita che desideri. Sogni, pensieri e giorni da guerriero, Milano, Rizzoli Editore, 2010, ISBN 8817045845.
- Jimi Hendrix. Bio-Rock, Padova, Good Mood Edizioni, 2010, ISBN 978-88-6277-268-6. (audiolibro)
- John Lennon. Bio-Rock, Padova, Good Mood Edizioni, 2010, ISBN 978-88-6277-270-9. (audiolibro)
- Coldplay. Non cambieremo mai, Milano, Sperling & Kupfer, 2015, ISBN 8820058804.
- Skin. Credo in te, Milano, Sperling & Kupfer, 2015, ISBN 978-88-200-5971-2.
- Una vita da libidine, con Jerry Calà, Segrate, Sperling & Kupfer, 2016, ISBN 978-88-200-9470-6. - ghostwriting (non accreditato)
- Riccardo Fogli, Tommaso Labranca e Luca Rossi, Un uomo che ha vissuto. Storie di tutti i miei giorni, Milano, Sperling & Kupfer, 2017, ISBN 8820061228.

### Narrativa
- Tommaso Labranca, Vizi privati, pubblici surgelati, in Matteo B. Bianchi (a cura di), Kaori non sei unica. La prima antologia di letteratura spot, TempiStretti, 1995, ISBN 8886549075. (antologia)
- Il fagiano Jonathan Livingston. Manifesto contro la New Age, minimum fax, 1998, ISBN 8886568533. (antologia)
- Roy Zinsenheim (a cura di), Il Grande Libro della Playstation, Adnkronos Libri, 2000, ISBN 8871180909. (antologia)
- Poesie dell'agosto oscuro, Pluscool, 2005. (raccolta di poesie)
- 78.08, collana Impronte, Milano, Excelsior1881, 2008, ISBN 886158067X.
- Tommaso Labranca, Eins + Eins ist Eins!, in Giorgio Vasta (a cura di), Ho visto cose... Racconti dalla patria del design: dieci scrittori per dieci oggetti di culto, BUR, 2008, ISBN 881702094X. (antologia)
- Haiducii (Homo Homini Pitbull), FilmTv, 2009. (romanzo a puntate uscito con la rivista FilmTv)
- Haiducii. Romanzo d'appendice rumeno-mediatico, collana iPop, Milano, Excelsior1881, 2010, ISBN 9788861580909. (riedizione riveduta e ampliata)
- Astrakhan. La zia e l'estetica perbenista, collana iPop, Milano, Excelsior1881, 2011, ISBN 8861581722.
- Mu, Milano, Excelsion1881, 2012, ISBN 88-6158-194-3.
- Tommaso Labranca, Europa, in Paolo Bianchi (a cura di), Eros in giallo, collana Biblioteca dell'Eros, ES, 2014, ISBN 9788898401413.
- Mu. La risaia in fiamme, collana I libri di Tipografia Helvetica, Milano, 20090, 2015, ISBN 889092179X.
- Diamondis are for Eva. File under fanfiction, collana Myagawa, Milano, 20090, 2016, ISBN 8899654034.
- Tommaso Labranca, Agosto oscuro, a cura di Luca Rossi, collana I libri di Tipografia Helvetica, Mariarosa Mancuso (postfazione), Milano, 20090, 2017, ISBN 8899654050.

### Traduzioni
- Lisa Goldstein, Festeggiamenti, Arnoldo Mondadori Editore, 1988. ISBN non esistente
- Lisa Goldstein, Una maschera per il generale, Arnoldo Mondadori Editore, 1988. ISBN non esistente
- Flocker Michael, Metrosexual, Sperling & Kupfer, 2004. ISBN 882003834X (traduzione e adattamento, con Lorenzo Mezzenzana)
- Albert Londres, Tour de France, tour de souffrance, Excelsior 1881, 2008. ISBN 8861580645
- Greg Iles, Il pianto dell'angelo, Milano, Edizione Piemme, 2008. ISBN 8838498687 (con Paolo Bianchi)
- Oliver James, Affluenza: il virus che minaccia la classe media, Excelsior 1881, 2008. ISBN 978-88-6158-047-3
- Steve Martin, Nato col botto, Excelsior 1881, 2009. ISBN 8861581110

### Altro
- Luca Scarlini e Fulvio Paloscia, Star Trash. Le guerre stellari della spazzatura da Quasimodo a Celentano, Castelvecchi, 1995. ISBN 88-86232-39-X (presentazione)
- Labranca remix. Il primo libro mondiale di letteratura campionata, Castelvecchi, 1996. ISBN 8886232977 (vari autori "campionano" e "scratchano" la scrittura di Labranca)
- Lucas El Dié, Topolin Edizioni, 2008. (prefazione)

## Riviste e quotidiani
- Artecrazia: rivista di fine anni ottanta, organo del gruppo La Misère Provoque Le Génie.
- Trashaware: fanzine autoprodotta nei primi anni novanta.
- Leggere: nel 1995-1996 cura la rubrica di recensioni letterarie In guardia!
- Village: cura la rubrica Trashandental sulla rivista nel 1996.
- King: cura una rubrica durante gli anni novanta.
- Max: ha pubblicato saltuariamente articoli.
- Acid Jazz: cura la rubrica Late Night Cappuccino.
- FilmTv: dal 2008 al luglio 2012 ha curato la rubrica fissa Collateral, poi Collateralini, ha scritto articoli saltuari e dal 2 giugno 2009 il miniromanzo d'appendice in 16 puntate Haiducii.
- Libero: dal 19 agosto 2010 ha collaborato per le pagine culturali del quotidiano.
- Labrancoteque: rivista autopubblicata online in formato pdf nel 2013.
- Tipografia Helvetica: dal 2015 al 2016.
- Linus: dal 2016, il primo articolo è uscito postumo.

## Televisione
- L'altra edicola (Rai 2, 1996)
- Anima mia (Rai 2, 1997) - autore e conduttore
- Com'è (TELE+, 1997) - autore
- Serenate (Rai 2, 1997) - autore
- L'ultimo valzer (Rai 2 1999) - autore
- Venezia in 30 minuti (TELE+, 2000) - autore
- Fab Show (LA7, 2001) - autore
- Trend (LA7, 2002) - autore
- Nu Edge (MTV, 2003) - autore
- Anni Novanta (Rete 4, 2004) - autore
- Nu Edge 2 (MTV, 2004) - autore
- Stelle a 4 zampe (Rai 2, 2004) - autore.
- E!News (E!, 2004-2007) - autore
- Galatea (Rai 2, 2005) - autore
- One Shot Evolution (All Music, 2005) - autore
- One Shot Evolution 2 (All Music, 2006) - autore
- Andata e ritorno (Rai 2, 2007) - partecipazione
- Buon Natale con Frate Indovino (Rai 1, 2009-2011) - autore
- Gigi, questo sono io (Rai 1 e Rai Radio 1, 2010) - autore
- Wikitaly - Censimento Italia (Rai 2, 2012) - autore

## Radio
- Radio Superstar (1981-1982)
- Rete Tre, Radio Svizzera (1987-2006)
- RadioTre Suite (Rai Radio 3, 1994-1997) - interventi nei programmi di Stefano Disegni e Loredana Lipperini
- Plug & Play (Play Radio, 2005-2006) - ospite
- Il buono, il brutto e il cattivo (Play Radio, 2006-2007) - ospite
- Paso Doble (Play Radio, 2006-2007)
- Diamonds Are For Eva su Storyville, Fahrenheit (Rai Radio 3, 2008) - partecipazione
- La bella estate (Radio 24, 2011) - autore e conduttore
- Il Laboratorio del Professor Odd - podcast (Radio Banda Larga, 2016) - ideazione e co-conduzione delle puntate 34, Italia Straniera, e 44, Vraghinaròda

## Discografia

### Solista

#### Album
- 1988 - Monumentalità (come EUR)
- 1989 - L'azione catodica (come Sainti Bailor)
- 1990 - Vacanze ciociare (come Sainti Bailor)
- 1992 - Ad usum cretini (come Sainti Bailor)
- 1992 - Colonna sonora originale del film "Samantha! Vergine nuda in un mondo tuttoporno" (Italia, 1972, col. sexy, v.m. 14) Critica:* Pubblico:* (come Sainti Bailor)
- 1993 - Orchestra Spettacolo Giulia Villa e il suo Ninfeo (come Sainti Bailor)
- 1993 - Divino Amore (come Sainti Bailor)
- 2000 - La guerra (come Sainti Bailor)

### Con i Liberticide

#### Album
- 1987 - Lo spirito dei tempi

#### Partecipazioni
- 1987 - AA.VV. L'ultima insonnia
- 1987 - AA.VV. Rosa d'autunno
- 1987 - AA.VV. Fi-Mi (Firenze-Milano) Ligne de merde
- 1987 - AA.VV. Chiaro scuri
- AA.VV. Buio ignoto

## Omaggi
- Nel "Giardino della Vita" dell'Idroscalo di Milano è stato piantato un ciliegio giapponese (prunus serrulata) dedicato a Tommaso Labranca.
- Nel febbraio 2019 la libreria personale di Tommaso Labranca, costituita da numerosi volumi riposti in alcuni Kallax Ikea di colore nero wengé e precedentemente ospitata nella sua casa di Pantigliate, viene esposta all'interno della nuova sede del Gruppo LEBA di Ivan Bonvini.[49]